# Censo boliviano de 1976
El Censo de Población y Vivienda de Bolivia de 1976 (o más conocido también como Censo de 1976) fue un censo de población que se realizó en Bolivia el 29 de septiembre de 1976, día que fue declarado feriado a nivel nacional. Este censo fue realizado por el Instituto Nacional de Estadística de Bolivia (INE). Históricamente, este fue el octavo censo de población y el segundo censo de vivienda en toda la historia de Bolivia.

## Resultados

### Población por departamento
| Puesto       | Departamento | Población en 1976 | Población en 1950 | Crecimiento |             | Crecimiento porcentual |             |
| ------------ | ------------ | ----------------- | ----------------- | ----------- | ----------- | ---------------------- | ----------- |
| 1            | La Paz       | 1 465 370         | 854 079           | 611 291     | Crecimiento | 71,5%                  | Crecimiento |
| 2            | Cochabamba   | 720 831           | 452 145           | 268 686     | Crecimiento | 59,4%                  | Crecimiento |
| 3            | Santa Cruz   | 710 724           | 244 658           | 466 066     | Crecimiento | 190,5%                 | Crecimiento |
| 4            | Potosí       | 657 533           | 509 087           | 148 446     | Crecimiento | 29,1%                  | Crecimiento |
| 5            | Chuquisaca   | 358 488           | 260 479           | 98 009      | Crecimiento | 37,6%                  | Crecimiento |
| 6            | Oruro        | 310 409           | 192 356           | 118 053     | Crecimiento | 61,3%                  | Crecimiento |
| 7            | Tarija       | 187 204           | 103 441           | 83 727      | Crecimiento | 80,9%                  | Crecimiento |
| 8            | Beni         | 168 367           | 71 636            | 96 731      | Crecimiento | 135,0%                 | Crecimiento |
| 9            | Pando        | 34 493            | 16 284            | 18 209      | Crecimiento | 111,8%                 | Crecimiento |
|              | Bolivia      | 4 613 419         | 2 704 165         | 1 909 254   | Crecimiento | 70,6%                  | Crecimiento |
| Fuente: INE. |              |                   |                   |             |             |                        |             |

### Población por grupos etarios
| 0 a 4 años                                           | Entre 1976 y 1972 | 733 490   | 15,9  |
| 5 a 9 años                                           | Entre 1971 y 1967 | 633 827   | 13,7  |
| 10 a 14 años                                         | Entre 1966 y 1962 | 545 701   | 11,8  |
| Población Adulta-Joven                               |                   |           |       |
| 15 a 19 años                                         | Entre 1961 y 1957 | 496 413   | 10,8  |
| 20 a 24 años                                         | Entre 1956 y 1952 | 407 778   | 8,8   |
| 25 a 29 años                                         | Entre 1951 y 1947 | 343 071   | 7,4   |
| 30 a 34 años                                         | Entre 1946 y 1942 | 272 582   | 5,9   |
| 35 a 39 años                                         | Entre 1941 y 1937 | 242 169   | 5,2   |
| Población Adulta-Madura                              |                   |           |       |
| 40 a 44 años                                         | Entre 1936 y 1932 | 194 788   | 4,2   |
| 45 a 49 años                                         | Entre 1931 y 1927 | 196 366   | 4,3   |
| 50 a 54 años                                         | Entre 1926 y 1922 | 142 046   | 3,1   |
| 55 a 59 años                                         | Entre 1921 y 1917 | 111 758   | 2,4   |
| 60 a 64 años                                         | Entre 1916 y 1912 | 99 044    | 2,1   |
| Población Adulta-Mayor                               |                   |           |       |
| 65 a 69 años                                         | Entre 1911 y 1907 | 68 416    | 1,5   |
| 70 a 74 años                                         | Entre 1906 y 1902 | 47 962    | 1,0   |
| 75 a 79 años                                         | Entre 1901 y 1897 | 32 631    | 0,7   |
| Población Anciana                                    |                   |           |       |
| 80 a 84 años                                         | Entre 1896 y 1892 | 22 772    | 0,5   |
| 85 a 89 años                                         | Entre 1891 y 1887 | 9 655     | 0,2   |
| 90 a 94 años                                         | Entre 1886 y 1882 | 6 180     | 0,1   |
| 95 a 100 años                                        | Entre 1881 y 1876 | 6 770     | 0,1   |
| Total                                                | Entre 1976 y 1876 | 4 613 419 | 100 % |
| Fuente: Instituto Nacional de Estadística de Bolivia |                   |           |       |

### Población por ciudades
Para el año 1976, en Bolivia ya existían 4 ciudades grandes que sobrepasaban los 100 mil habitantes en población.
Existían también otras 16 ciudades que tenían una población que sobrepasaba los 10 mil habitantes y eran consideradas como ciudades intermedias.
Finalmente estaban otras 25 ciudades que tenían una población que oscilaba entre los 2 mil y 10 mil habitantes y eran consideradas todavía como ciudades pequeñas.
| Principales Ciudades de de Bolivia para el año 1976 | Principales Ciudades de de Bolivia para el año 1976 | Principales Ciudades de de Bolivia para el año 1976 | Principales Ciudades de de Bolivia para el año 1976 | Principales Ciudades de de Bolivia para el año 1976 |
| Puesto                                              | Ciudad                                              | Habitantes                                          | Calificación                                        | Departamento                                        |
| --------------------------------------------------- | --------------------------------------------------- | --------------------------------------------------- | --------------------------------------------------- | --------------------------------------------------- |
| 1°                                                  | La Paz                                              | 654 713                                             | Ciudad Grande                                       | La Paz                                              |
| 2°                                                  | Santa Cruz de la Sierra                             | 254 682                                             | Ciudad Grande                                       | Santa Cruz                                          |
| 3°                                                  | Cochabamba                                          | 184 156                                             | Ciudad Grande                                       | Cochabamba                                          |
| 4°                                                  | Oruro                                               | 124 091                                             | Ciudad Grande                                       | Oruro                                               |
| 5°                                                  | Potosí                                              | 77 233                                              | Ciudad Intermedia                                   | Potosí                                              |
| 6°                                                  | Sucre                                               | 63 625                                              | Ciudad Intermedia                                   | Chuquisaca                                          |
| 7°                                                  | Tarija                                              | 38 500                                              | Ciudad Intermedia                                   | Tarija                                              |
| 8°                                                  | Montero                                             | 28 647                                              | Ciudad Intermedia                                   | Santa Cruz                                          |
| 9°                                                  | Trinidad                                            | 27 583                                              | Ciudad Intermedia                                   | Beni                                                |
| 10°                                                 | Llallagua                                           | 23 361                                              | Ciudad Intermedia                                   | Potosí                                              |
| 11°                                                 | Camiri                                              | 19 782                                              | Ciudad Intermedia                                   | Santa Cruz                                          |
| 12°                                                 | Quillacollo                                         | 19 433                                              | Ciudad Intermedia                                   | Cochabamba                                          |
| 13°                                                 | Riberalta                                           | 18 032                                              | Ciudad Intermedia                                   | Beni                                                |
| 14°                                                 | Huanuni                                             | 17 292                                              | Ciudad Intermedia                                   | Oruro                                               |
| 15°                                                 | Yacuiba                                             | 14 354                                              | Ciudad Intermedia                                   | Tarija                                              |
| 16°                                                 | Bermejo                                             | 13 022                                              | Ciudad Intermedia                                   | Tarija                                              |
| 17°                                                 | Villazón                                            | 12 536                                              | Ciudad Intermedia                                   | Potosí                                              |
| 18°                                                 | Guayaramerín                                        | 12 504                                              | Ciudad Intermedia                                   | Beni                                                |
| 19°                                                 | Tupiza                                              | 10 682                                              | Ciudad Intermedia                                   | Potosí                                              |
| 20°                                                 | Punata                                              | 10 216                                              | Ciudad Intermedia                                   | Cochabamba                                          |
| 21°                                                 | Viacha                                              | 9766                                                | Ciudad Pequeña                                      | La Paz                                              |
| 22°                                                 | Uyuni                                               | 7396                                                | Ciudad Pequeña                                      | Potosí                                              |
| 23°                                                 | Portachuelo                                         | 7059                                                | Ciudad Pequeña                                      | Santa Cruz                                          |
| 24°                                                 | Villamontes                                         | 6629                                                | Ciudad Pequeña                                      | Tarija                                              |
| 25°                                                 | Mineros                                             | 6184                                                | Ciudad Pequeña                                      | Santa Cruz                                          |
| 26°                                                 | Roboré                                              | 6088                                                | Ciudad Pequeña                                      | Santa Cruz                                          |
| 27°                                                 | Santa Ana de Yacuma                                 | 5665                                                | Ciudad Pequeña                                      | Beni                                                |
| 28°                                                 | Sacaba                                              | 5554                                                | Ciudad Pequeña                                      | Cochabamba                                          |
| 29°                                                 | Vallegrande                                         | 5040                                                | Ciudad Pequeña                                      | Santa Cruz                                          |
| 30°                                                 | San Borja                                           | 4613                                                | Ciudad Pequeña                                      | Beni                                                |
| 31°                                                 | Vinto                                               | 4419                                                | Ciudad Pequeña                                      | Cochabamba                                          |
| 32°                                                 | Warnes                                              | 4419                                                | Ciudad Pequeña                                      | Santa Cruz                                          |
| 33°                                                 | Challapata                                          | 4307                                                | Ciudad Pequeña                                      | Oruro                                               |
| 34°                                                 | Puerto Suárez                                       | 4253                                                | Ciudad Pequeña                                      | Santa Cruz                                          |
| 35°                                                 | San José de Chiquitos                               | 4013                                                | Ciudad Pequeña                                      | Santa Cruz                                          |
| 36°                                                 | Cobija                                              | 3636                                                | Ciudad Pequeña                                      | Pando                                               |
| 37°                                                 | Caranavi                                            | 3633                                                | Ciudad Pequeña                                      | La Paz                                              |
| 38°                                                 | Ascensión de Guarayos                               | 3555                                                | Ciudad Pequeña                                      | Santa Cruz                                          |
| 39°                                                 | San Ignacio de Moxos                                | 3020                                                | Ciudad Pequeña                                      | Beni                                                |
| 40°                                                 | San Ignacio de Velasco                              | 2998                                                | Ciudad Pequeña                                      | Santa Cruz                                          |
| 41°                                                 | Patacamaya                                          | 2467                                                | Ciudad Pequeña                                      | La Paz                                              |
| 42°                                                 | La Guardia                                          | 2337                                                | Ciudad Pequeña                                      | Santa Cruz                                          |
| 43°                                                 | El Torno                                            | 2110                                                | Ciudad Pequeña                                      | Santa Cruz                                          |
| 44°                                                 | Cotoca                                              | 2107                                                | Ciudad Pequeña                                      | Santa Cruz                                          |
| 45°                                                 | Rurrenabaque                                        | 2052                                                | Ciudad Pequeña                                      | Beni                                                |

### Crecimiento de las ciudades
| Principales ciudades de Bolivia que más crecieron en el período de 1950 a 1976 |                         |                       |                       |                                 |              |
| Puesto                                                                         | Ciudad                  | Habitantes Censo 1950 | Habitantes Censo 1976 | Crecimiento 1950-1976 (26 años) | Departamento |
| ------------------------------------------------------------------------------ | ----------------------- | --------------------- | --------------------- | ------------------------------- | ------------ |
| 1°                                                                             | Montero                 | 2713                  | 28 647                | 955,9 %                         | Santa Cruz   |
| 2°                                                                             | Guayaramerín            | 1470                  | 12 504                | 750,6 %                         | Beni         |
| 3°                                                                             | Bermejo                 | 1870                  | 13 022                | 596,3 %                         | Tarija       |
| 4°                                                                             | Santa Cruz de la Sierra | 42 746                | 254 682               | 495,8 %                         | Santa Cruz   |
| 5°                                                                             | Camiri                  | 4969                  | 19 782                | 298,1 %                         | Santa Cruz   |
| 6°                                                                             | Puerto Suárez           | 1159                  | 4253                  | 267,0 %                         | Santa Cruz   |
| 7°                                                                             | Huanuni                 | 5696                  | 17 292                | 203,5 %                         | Oruro        |
| 8°                                                                             | Yacuiba                 | 5027                  | 14 354                | 185,5 %                         | Tarija       |
| 9°                                                                             | Warnes                  | 1581                  | 4419                  | 179,5 %                         | Santa Cruz   |
| 10°                                                                            | Riberalta               | 6549                  | 18 032                | 175,3 %                         | Beni         |
| 11°                                                                            | Trinidad                | 10 759                | 27 583                | 156,4 %                         | Beni         |
| 12°                                                                            | Santa Ana de Yacuma     | 2225                  | 5665                  | 154,6 %                         | Beni         |
| 13°                                                                            | Tarija                  | 16 869                | 38 500                | 128,2 %                         | Tarija       |
| 14°                                                                            | Cochabamba              | 80 795                | 184 156               | 127,9 %                         | Cochabamba   |
| 15°                                                                            | Llallagua               | 10 606                | 23 361                | 120,3 %                         | Potosí       |
| 16°                                                                            | Villamontes             | 3105                  | 6629                  | 113,5 %                         | Tarija       |
| 17°                                                                            | Cobija                  | 1726                  | 3636                  | 110,6 %                         | Pando        |
| 19°                                                                            | La Paz                  | 321 073               | 654 713               | 103,9 %                         | La Paz       |
| 20°                                                                            | Punata                  | 5014                  | 10 216                | 103,7 %                         | Cochabamba   |
| 21°                                                                            | Villazón                | 6261                  | 12 536                | 100,2 %                         | Potosí       |
| 22°                                                                            | Oruro                   | 62 975                | 124 091               | 97,05 %                         | Oruro        |
| 18°                                                                            | Potosí                  | 45 758                | 77 233                | 68,78 %                         | Potosí       |
| 23°                                                                            | San Ignacio de Velasco  | 1819                  | 2998                  | 64,81 %                         | Santa Cruz   |
| 26°                                                                            | Sucre                   | 40 128                | 63 625                | 58,55 %                         | Chuquisaca   |
| 25°                                                                            | Viacha                  | 6607                  | 9766                  | 47,81 %                         | La Paz       |
| 24°                                                                            | Tupiza                  | 8248                  | 10 682                | 29,5 %                          | Potosí       |
| 27°                                                                            | Uyuni                   | 6739                  | 7396                  | 9,74 %                          | Potosí       |